# 程群力
程群力（1952年4月—），陕西省周至县人，汉族，1968年10月参加工作，1971年5月加入中国共产党，中央党校研究生学历，高级政工师，经济师。第十一届全国政协委员。曾经担任西安市政协主席、党组书记。第十一届全国政协委员，代表特别邀请人士，分入第五十八组。
早年曾在陕西省周至县青化乡滹沱寨村插队劳动；1969至1973年间服役于解放军空降兵43师127团直属炮连，退伍后任陕西省周至县商业局普集转运站文书、会计；1973年进入西北农学院农学系学习，任党支部委员、系党总支委员、学生会主席，毕业后先后在陕西省农办、省委农工部、省农委工作；1979年12月，进入陕西省人民政府办公厅秘书处工作，历任秘书、秘书二处副处长；1984年8月，转任中共陕西省委办公厅正处级秘书。1985年10月，外放任中共陕西省长安县委书记；1990年12月，转任西安市民政局局长、党委书记。1997年4月，升任中共西安市委常委，同年7月兼任市委宣传部长。2000年11月至2005年9月任中共西安市委副书记；2005年2月，出任西安市政协主席、党组书记，直至2016年2月退休。

## 遭到处分
2018年11月7日，据中国民主建国会西安市委员会官网报道，中共中央决定对钱引安涉嫌严重违纪违法进行纪律审查的决定，对上官吉庆、程群力给予处分决定。9日，西安市临潼区第十八届人大常委会第十四次会议决定，接受程群力辞去西安市第十六届人大代表职务。18日，中共西安市委第七次全会决定终止程群力的西安市党代表资格。